# (9593) 1991 PZ17
A (9593) 1991 PZ17 a Naprendszer kisbolygóövében található aszteroida. Henry Holt fedezte fel 1991. augusztus 7-én.